# Dam (Hollands Kroon)
Dam is een buurtschap bij Westerland in de gemeente Hollands Kroon in de provincie Noord-Holland.

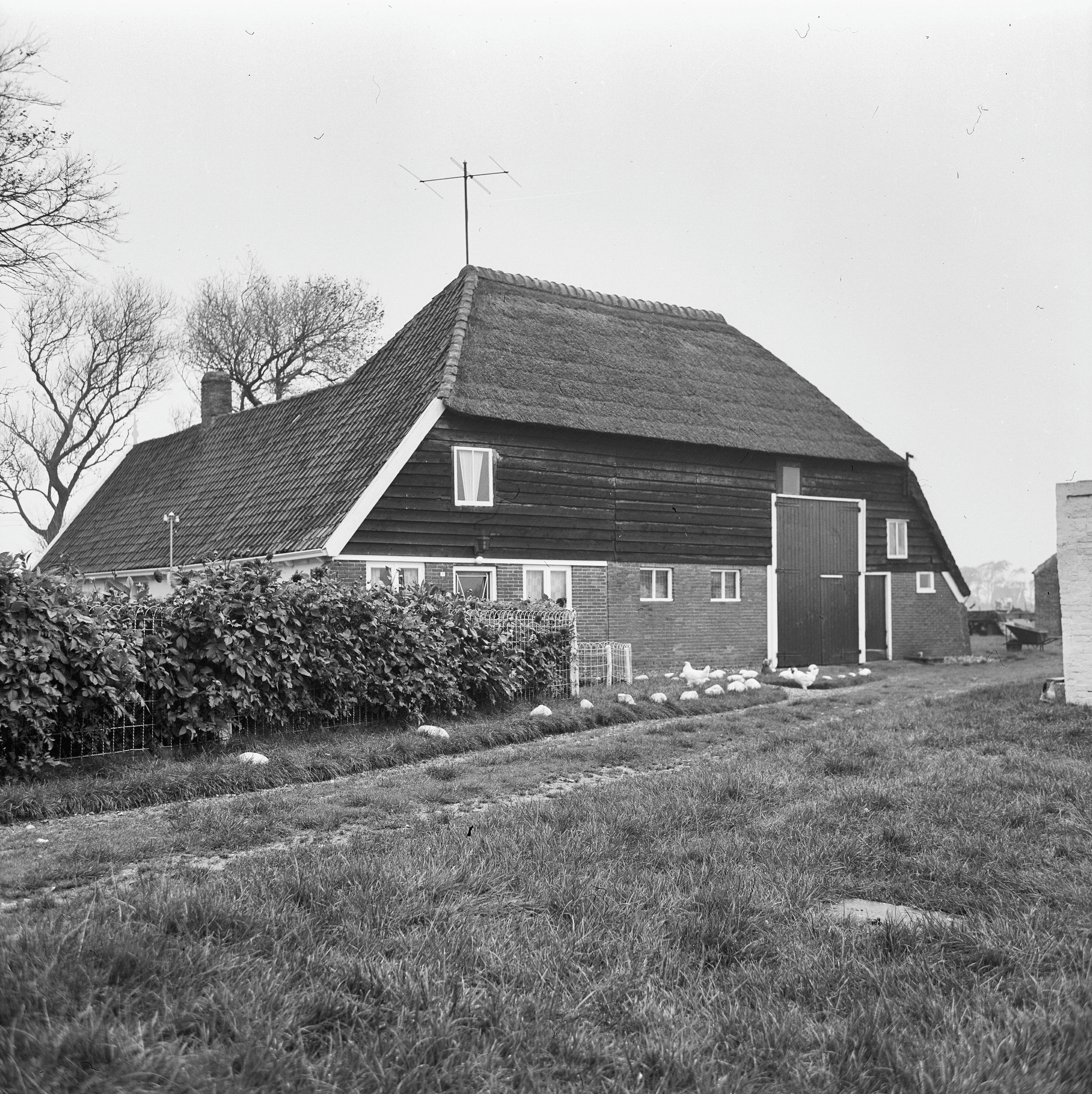
Boerderij op Dam 7 (rijksmonument)

Dam is de meest westelijke nederzetting van het voormalige eiland Wieringen. Het gehucht is erg klein en kent zowel boerderijen als een aantal huizen. Een aantal van de boerderijen zijn oude Wieringer boerderijen.
Tot 31 december 2011 behoorde Dam tot de gemeente Wieringen die per 1 januari 2012 in een gemeentelijke herindeling is opgegaan in de gemeente Hollands Kroon.

## Bezienswaardigheden

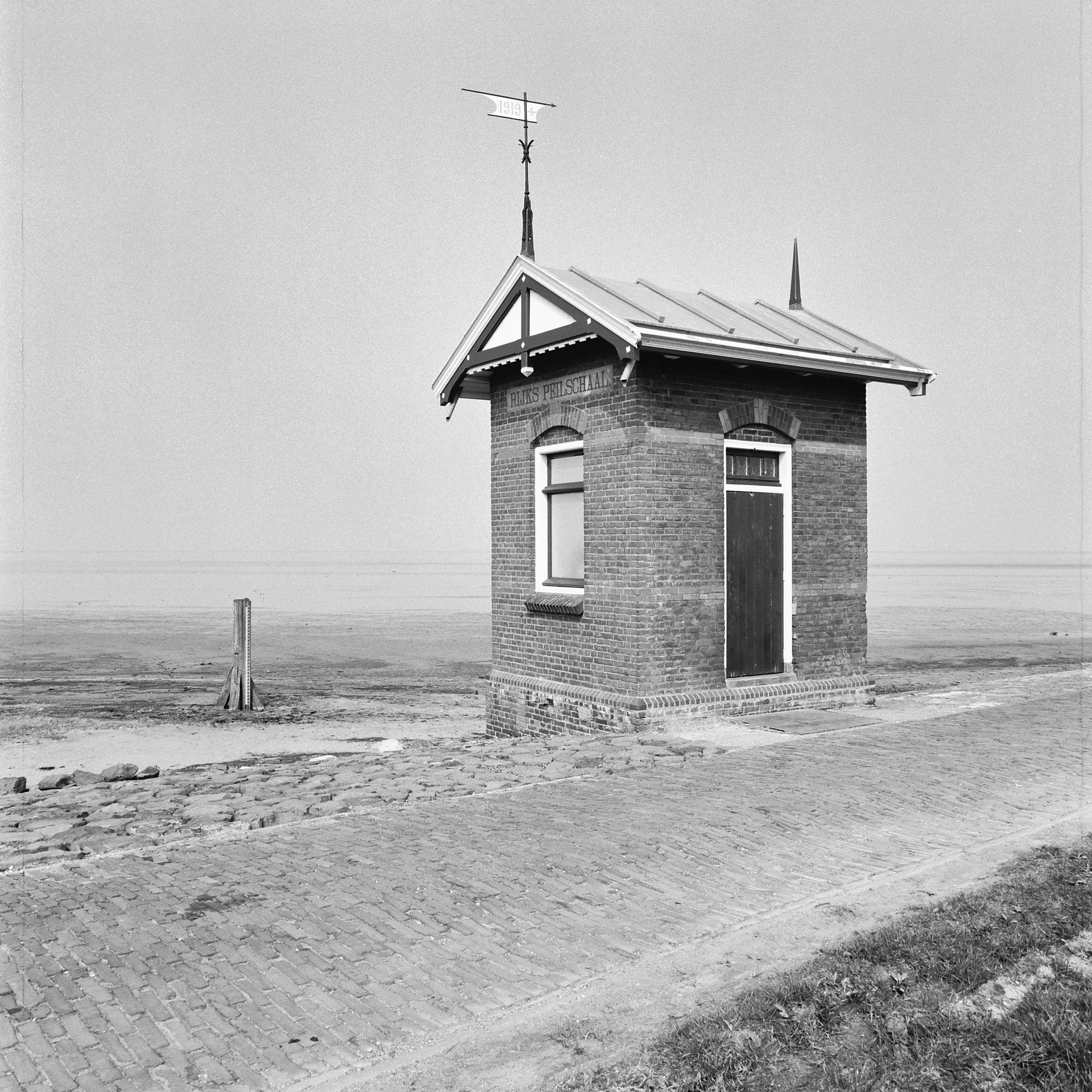
Peilschaalhuisje aan de Waddenzee

De bekendste oude boerderij is die van de camping "De Torenhoeve". De boerderij is het hoofdgebouw van die camping. De camping is tevens de oude plek waar vroeger de Quarantaine was. Dit was een inrichting waar de zieke bemanning van de zeeschepen met onbekende of onbegrepen ziektes kon leven en kon worden verzorgd. Van die inrichting is echter zo goed als niets meer te vinden.
Net als bij Den Oever aan de oostelijke kant van Wieringen, staat er bij Dam een peilhuisje, daterend uit 1919, om (hoog) waterpeil van de Waddenzee te meten.
Dorpen en gehuchten: Anna Paulowna · Barsingerhorn · Breezand · Den Oever · Haringhuizen · Hippolytushoef · De Haukes · Kleine Sluis · Kolhorn · Kreil · Kreileroord · Lutjewinkel · Middenmeer · Moerbeek · Nieuwe Niedorp · Nieuwesluis · Oosterklief · Oosterland · Oude Niedorp · Slootdorp · Smerp · Stroe · De Strook · Terdiek · Tolke (deels) · Van Ewijcksluis · Vatrop · 't Veld · Verlaat (deels) · Westerklief · Westerland · Wieringerwaard · Wieringerwerf · Winkel · Zijdewind

Buurtschappen: Blokhuizen · Dam · De Belt · De Bomen · De Elft · Emaus · Gelderse Buurt · De Gest · Groetpolder · Hanedoes · De Heid · De Hoelm · Hogebieren · Hollebalg · De Kampen · Langereis (deels) · De Leijen · Lutjekolhorn · Mientbrug · Noord-Stroe · Noordburen · Noorderbuurt · De Normer · Poolland · Spoorbuurt · Tin · Vennik (deels) · Wateringskant · De Weel (deels) · De Weere · Westeinde  · Zandburen

Noord-Holland: Steden en dorpen    Nederland: Provincies · Gemeenten